# غوردون هدسون (لاعب كرة قدم أمريكية)
غوردون هدسون (بالإنجليزية: Gordon Hudson)‏ هو لاعب كرة قدم أمريكية أمريكي، ولد في 22 يونيو 1962 في إيفرت في الولايات المتحدة.

## وصلات خارجية
- غوردون هدسون على موقع مرجع كرة القدم المحترفة.كوم (الإنجليزية)